# Allopauropus scutatus
Allopauropus scutatus är en mångfotingart som beskrevs av Paul Auguste Remy 1939. Allopauropus scutatus ingår i släktet småfåfotingar, och familjen fåfotingar. Inga underarter finns listade i Catalogue of Life.